# L'àguila i l'escarabat
L'àguila i l'escarabat és una faula recollida per Jean de La Fontaine que s'inspira en un conte homèric, al seu torn versionat per Isop. Félix María Samaniego es va inspirar en el llibre de La Fontaine per escriure un poema homònim.

## Argument
Un conill fugia d'una àguila que se la volia menjar i va demanar ajuda a un coleòpter. Aquest va suplicar l'ocell que aturés la persecució, i l'àguila, després de respondre amb presumpció que no escoltava animals tan insignificants, va devorar el conill. L'escarabat va jurar venjança i va anar al niu de l'àguila. Allà va fer rodolar els seus ous fins a esclafar-los. L'àguila no podia vigilar sempre els ous perquè havia d'anar a buscar menjar i cada cop que abandonava el niu, l'escarabat sortia de l'amagatall i repetia l'operació. Finalment, l'àguila va demanar el suport d'un déu, el qual vigilava els ous i ningú no gosava apropar-s'hi. L'escarabat, passat un temps, va tenir una idea i va llançar contra el déu part dels seus excrements. Aquest, fastiguejat, es va aixecar de cop per treure's la brutícia i així va deixar caure els ous. L'àguila li va demanar comptes i llavors va sorgir l'escarabat per explicar l'origen del conflicte en un judici.

## Anàlisi
L'ensenyança de la faula és que no es pot menysprear ningú, malgrat la seva aparença de feblesa, perquè no se sap mai quins poders amagats pot tenir. La revenja del menyspreat va donar lloc al món grecollatí a diversos proverbis on apareixia l'escarabat com a record d'aquesta faula. La versió de La Fontaine afegeix un judici final al conte grec on les dues parts agreujades poden explicar el que ha succeït i es pot fer més èmfasi en la injustícia de l'àguila.